# Apollo 7
L'Apollo 7 va ser el setè vol del programa Apollo (denominat oficialment AS-205), llançat el dia 11 d'octubre de 1968 mitjançant un vehicle de llançament del tipus Saturn IB i amb la primera tripulació composta pels astronautes Walter M. Schirra-comandant-, Donn F. Eisele i Walter Cunningham.
La nau va ser posada en una òrbita d'aparcament (entre 230 i 285 km d'altura) i durant les 163 òrbites a la Terra es va comprovar el funcionament de la càpsula espacial C.M. i del mòdul de servei, així com els sistemes de comunicacions.
També es va provar un acoblament espacial amb la tercera fase del coet Saturn, a la qual es va acostar fins a estar a uns 15 metres de distància, simulant així la unió amb el mòdul lunar.
Durant el vol es va encendre el motor principal en vuit ocasions per a efectuar correccions de trajectòria, i es va realitzar en directe la primera transmissió de les maniobres realitzades, que van poder veure en el nostre planeta milions de persones.